# Maison Bridier
La maison Bridier est située à Montluçon (France).

## Localisation
La maison est située sur la commune de Montluçon, au 2 rue des Serruriers, dans le département de l'Allier, en région Auvergne-Rhône-Alpes.

## Description
Maison à pans de bois à vocation bourgeoise et marchande, construite au nord de la place (halle) de la grande boucherie. La cour ceinte de murs, située à l’arrière, donne sur la place François-Maugenest, où se tenaient jadis les principaux marchés. Premier étage en encorbellement, soutenu par des poteaux corniers.

## Historique
Propriété dès le XVe siècle de la famille Bridier, marchands bouchers. Au XVIIIe siècle, la demeure appartient durablement à des familles de notables, vivant noblement, les Urban des Testards, Garreau de Faye, Deschamps de Verneix puis Guérin de la Genebrière.
La maison est inscrite partiellement au titre des monuments historiques par arrêté du 9 décembre 1929.

## Protection
Éléments protégés : la façade et la toiture. 

## Galerie

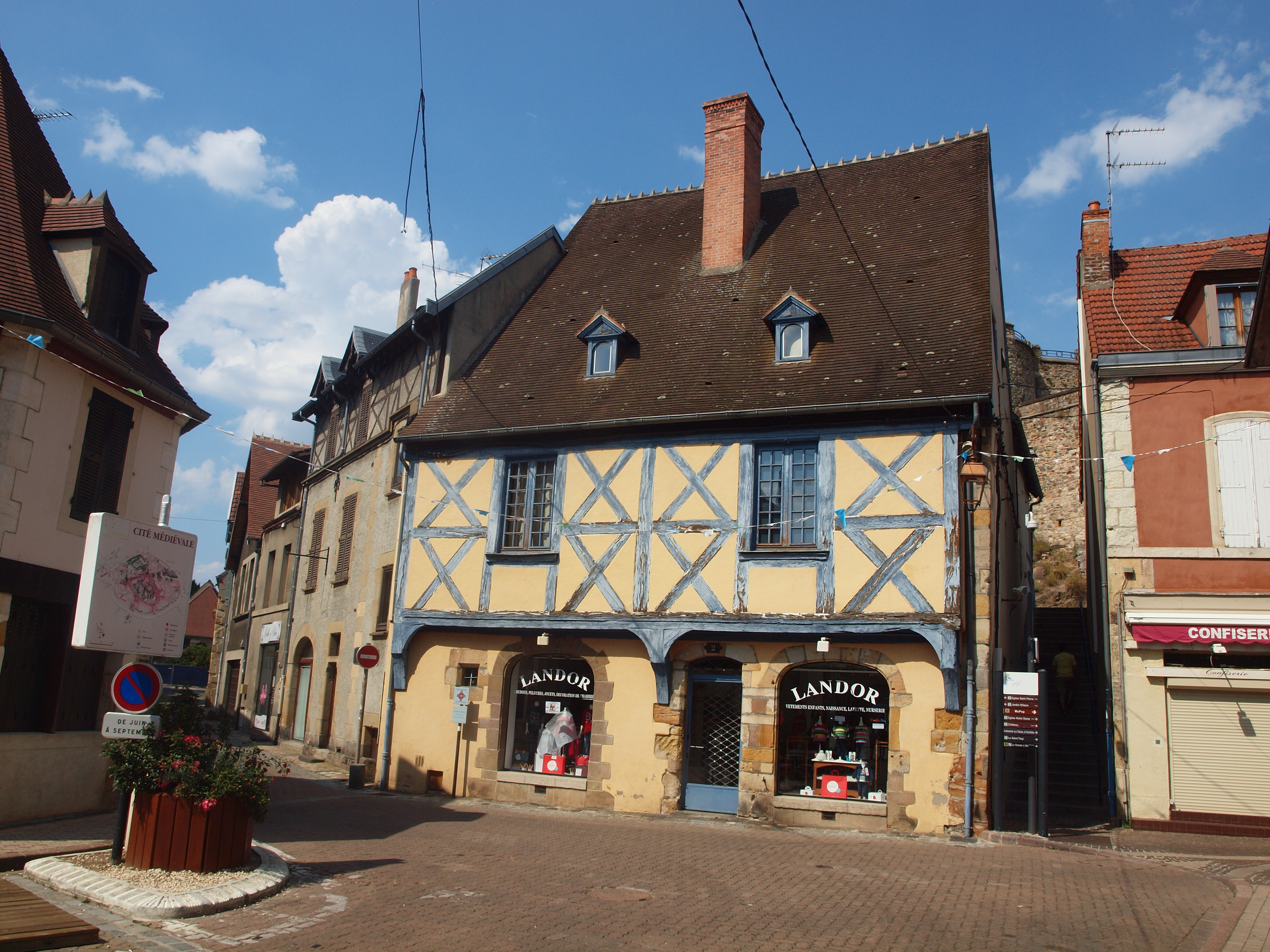
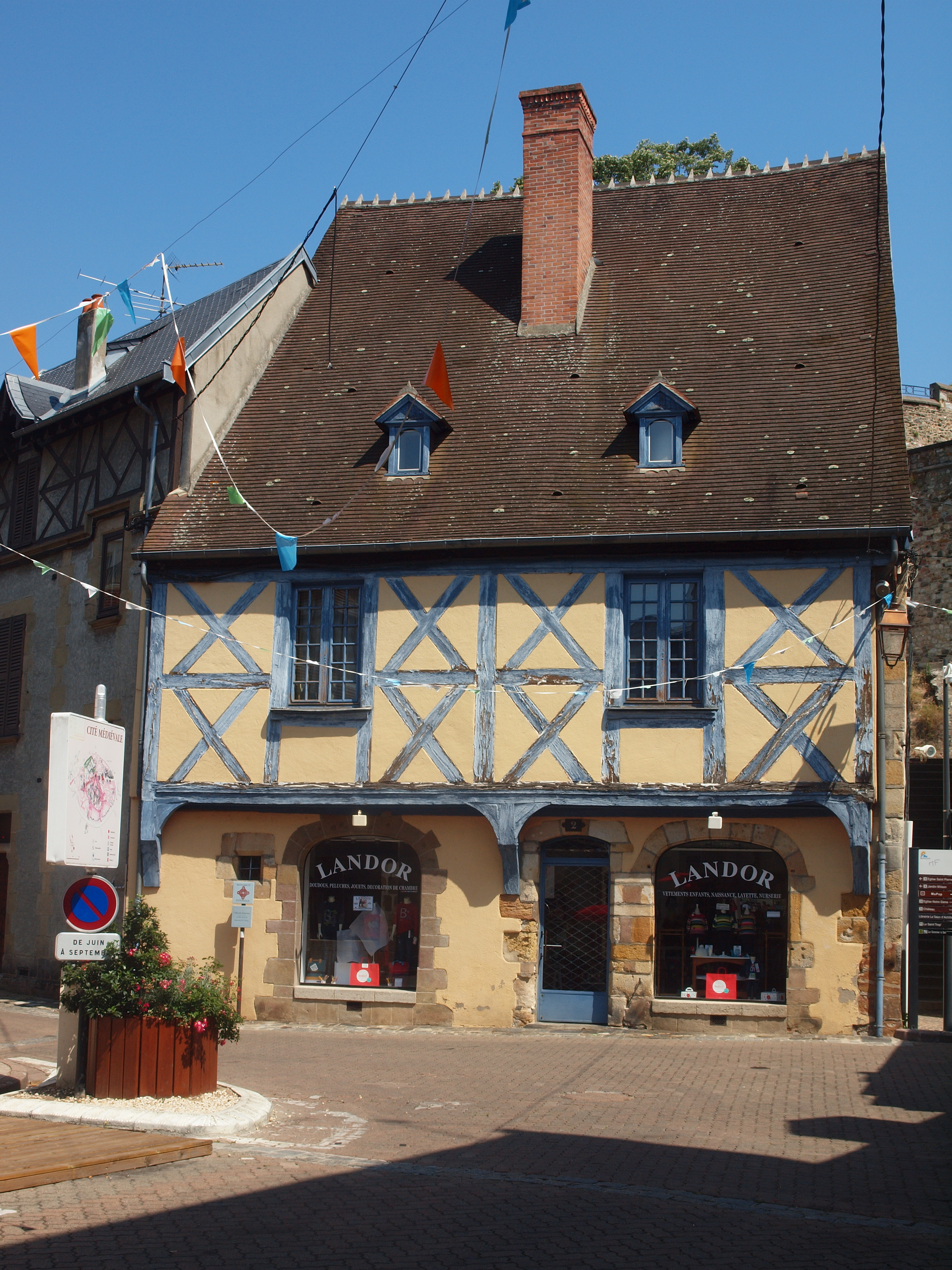